# Leonard Rettel

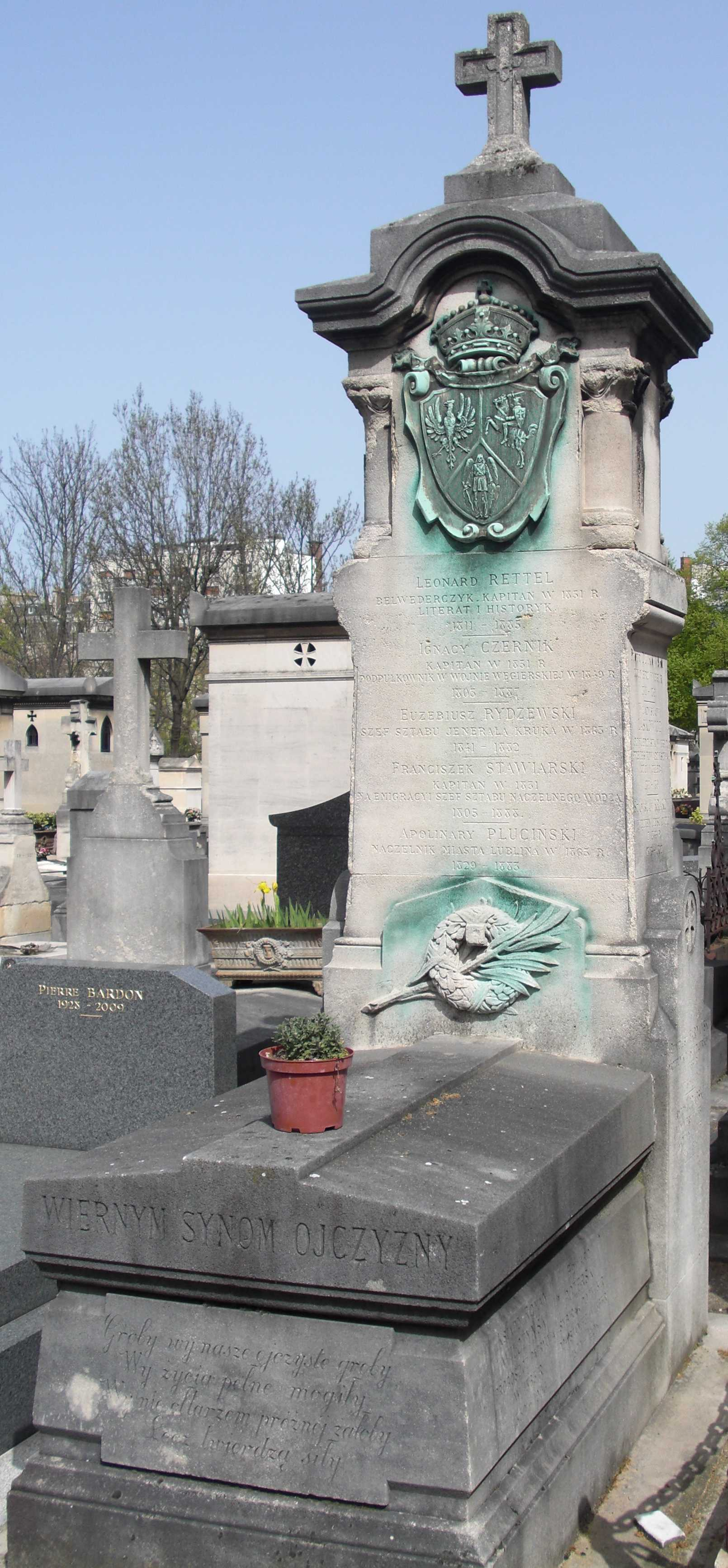
grób Leonarda Rettla – mogiła powstańców listopadowych i styczniowych na Cmentarzu Montparnasse, 2011

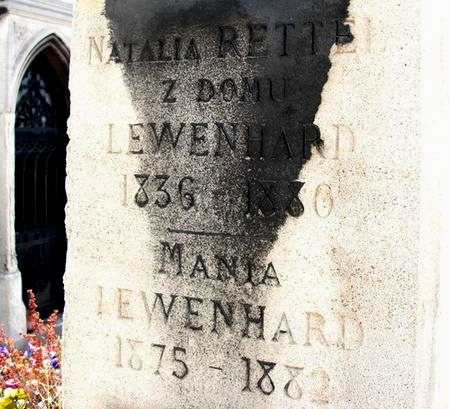
inskrypcja nagrobna Natalii Rettel (1836 – 1880) na nagrobku Anny Pustowójtówny

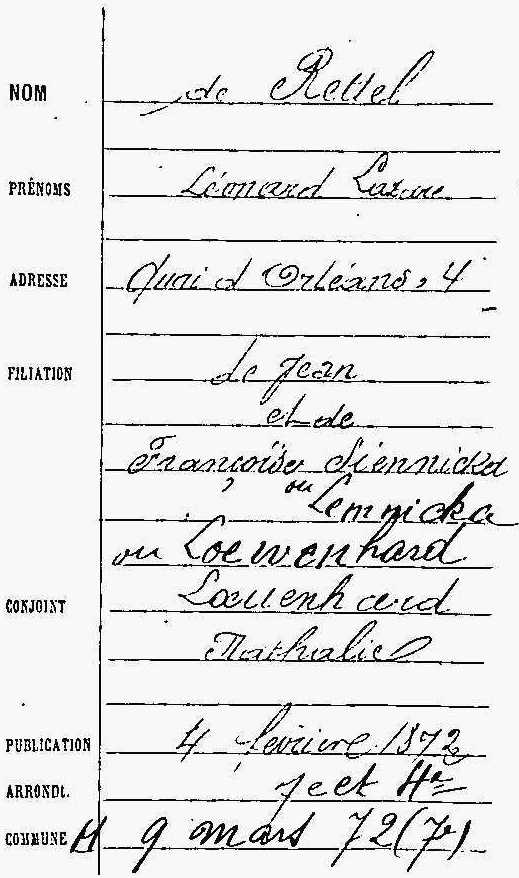
zapis danych osobowych z imionami rodziców Leonarda Rettla z aktu małżeństwa w 1872 – fr.

Leonard Łazarz Rettel, pseudonim „Jan Zamostowski” (ur. 6 listopada 1811 w Podhajcach, zm. 21 marca 1885 w Paryżu) – polski działacz polityczny, pisarz, poeta i tłumacz, pierwszy polski hispanista, belwederczyk, kapitan – żołnierz-ochotnik 20 Pułku Piechoty Liniowej w powstaniu listopadowym, dobry mówca, emigrant na Wielkiej Emigracji. Odznaczony Srebrnym Krzyżem Orderu Virtuti Militari 17 kwietnia 1831 po bitwie pod Liwem.

## Życiorys
Syna Jana Rettla i Franciszki primo voto Siennickiej z domu Lemnickiej lub Łempickiej, przeniósł się z rodzicami do Warszawy, gdzie ukończył Liceum Warszawskie. W 1830 zapisał się na wydział prawa Uniwersytetu Warszawskiego. Publikował młodzieńcze wiersze w Pamiętniku dla płci pięknej czasopiśmie wydawanym przez Konstantego Gaszyńskiego i Leona Zienkowicza. Uczestnik sprzysiężenia Wysockiego, 29 listopada 1830 w noc listopadową wziął udział w grupie studentów i cywili wraz z podchorążymi w ataku na Belweder w celu ujęcia wielkiego księcia Konstantego, w dziewięcioosobowym oddziale dowodzonym przez pchor. Kobylańskiego, nacierającym na Belweder od ogrodu, następnie wraz z podchorążymi dotarł do Arsenału i brał udział w jego zdobyciu. Aktywny członek Towarzystwa Patriotycznego. W powstaniu listopadowym jako ochotnik odbył całą kampanię 1831 w 20 Pułku Piechoty Liniowej, dosłużył się stopnia kapitana.
Ciążył na nim wydany zaocznie wyrok przez sąd rosyjski – kara śmierci za udział w powstaniu listopadowym.
Od 7 listopada 1831 na emigracji w Paryżu, członek Komitetu Narodowego Polskiego i jeden z założycieli Towarzystwa Demokratycznego Polskiego od 17 marca 1832, publikował artykuły w Demokracie Polskim. Utrzymywał bliskie kontakty m.in. z Adamem Mickiewiczem i Fryderykiem Chopinem. Przeciwnik organizacji Legionu Polskiego w Portugalii przez Józefa Bema. W 1848 organizował Legion Mickiewicza we Włoszech. Podczas powstania styczniowego był przedstawicielem Rządu Narodowego w Hiszpanii. Związany z towianizmem. Korespondent Gazety Warszawskiej z Paryża pod pseudonimem Jan Zamostowski. Od 1869 brał udział w pracach Towarzystwa Naukowej Pomocy w Paryżu, założonym przez Agatona Gillera, prowadząc wykłady. Przetłumaczył m.in.: La Araucana Ercilli, Powieści Basków Antonio de Trueby i Powieści norweskie Magdaleny Torrenson wydane w odcinkach w Gazecie Polskiej i Kurierze Poznańskim. Autor biografii emigrantów w Rocznikach Towarzystwa Naukowo-Historycznego wydawanych przez Bronisława Zaleskiego w Paryżu. Współautor (redakcja, zebranie źródeł – nie wymieniony na stronie tytułowej, z uwagi na powiązania z towianizmem, który zabraniał swoim członkom wydawania książek) Henri de Valois et la Pologne en 1572 (pol. Henryk Walezy i Polska w 1572) autora: Emmanuela Henri Victurnien de Noailles, Paryż, 1867.
4 lutego 1872 (9 marca 1872) poślubił młodszą o 25 lat Natalię Loewenhardt (Lewenhard – franc. Nathalie Loewenhard ur. 1836), Polkę, córkę Maurycego i Franciszki z d. Reichman, siostrę znanego na emigracji lekarza i powstańca styczniowego Stanisława Loewenhardta, z którą miał dwoje dzieci: syna (ur. 1872) i córkę (ur. 1873). W 1872 Rettlowie mieszkali w Paryżu w pobliżu Towarzystwa Historyczno-Literackiego przy Quai d’Orléans 4.
2 maja 1880 w wypadku zginęła żona Natalia – podczas otwierania okna wypadła na bruk. 29 listopada 1880 wziął udział w uroczystościach 50-lecia wybuchu Powstania Listopadowego, jako honorowy gość, z drugim belwederczykiem – Karolem Paszkiewiczem, zorganizowanych we Lwowie oraz odbył dłuższą podróż po Galicji odwiedzając m.in. przyjaciela – Karola Rogawskiego w Ołpinach, Kraków. Po śmierci żony, córkę przekazał na wychowanie do Wyższego Zakładu Wychowania Panien Seweryny Górskiej w Krakowie, synem zaopiekowała się rodzina żony: Anna Henryka (z domu Pustowójtówna) i Stanisław Loewenhardtowie, sam zamieszkał w Domu św. Kazimierza, gdzie przebywał do końca życia. Pochowany tymczasowo w 1885 r. w grobie rodzinnym Loewenhardtów (Lewenhardów) na Cmentarzu Montparnasse. Obecnie pochowany w zbiorowej mogile polskich emigrantów – powstańców listopadowych i styczniowych na Cmentarzu Montparnasse w kwaterze fr. division 17 (1 sud, 10 ouest) numer koncesji: 553 P 1886.
Natalia Rettel spoczywa na Cmentarzu Montparnasse w grobowcu Lewenhardtów z bratową – Henryką Lewenhard (Anną Pustowojtówną) division 18 (14 est, 1 nord) numer koncesji: 1255 P 1880.

## Wybrane prace
- Leonard Rettel: Cyryl i Metody. Streszczenie najnowszych poszukiwań. Paryż: Nakładem Biblioteki Kórnickiej, 1871, s. 216. OCLC 17892544.
- Ignacy Domeyko, Jan Zamostowski (Leonard Rettel) tłum.: Araukania i jéj mieszkańcy. Wspomnienia z podróży po południowych prowincyach rzeczypospolitéj chilijskiéj. Wilno: Nakładem Biblioteki Kórnickiej, 1860, s. 227. OCLC 169720964.
- Adam Mickiewicz, Leonard Rettel (red. wstęp i notatki): Pierwsze Wieki Historji Polskiej. Dzieło pośmiertne.. Paryż: 1868. OCLC 562785712. Brak numerów stron w książce
- Leonard Rettel: Literatura dramatyczna hiszpańska. Paryż. OCLC 221253096. Brak numerów stron w książce – cykl artykułów publikowanych w Gazecie Warszawskiej w 1858 r. nr: 218 (20-08-1858), 220 (22-08-1858), 224 (26-08-1858), 225 (27-08-1858), 227 (29-08-1858) za: Urszula Aszyk: Nowa Sztuka Pisania Komedii w Dzisiejszych Czasach Lopego de Vega w czterechsetlecie wydania 1609-2009. Warszawa: Instytut Studiów Iberyjskich i Iberoamerykańskich Uniwersytetu Warszawskiego, 2009, s. 140. ISBN 978-83-60875-68-1.
- Leonard Rettel: Wspomnienie o Karolu Różyckim (przedruk nekrologu syg.224689 Rocznik Towarzystwa Historyczno-Literackiego w Paryżu za rok 1870-1872). Kraków: Drukarnia „Czasu” Fr. Kluczyckiego, 1894. OCLC 448618959. Brak numerów stron w książce
- Leonard Rettel: Aleksandr Puszkin. Brak numerów stron w książce[19]
- Adolphe d’ Avril, Leonard Rettel: Słowianie pod tureckiem i austryackiem panowaniem: Zarysy i wspomnienia z podróży. Poznań: Nakładem drukarni J. Leitgebera, 1877, s. 319. OCLC 252826091.
- Piotr Wysocki: Pamiętnik Piotra Wysockiego o powstaniu 29 listopada 1830 roku (Biblioteka Ludowa Polska). Leonard Rettel (red.). T. I i II. Paris (Paryż): Księgarnia Luxemburska, 1867. OCLC 177321637. Brak numerów stron w książce
  - Piotr Wysocki: Pamiętnik Piotra Wysockiego. Danuta Hanna Grasiewicz (red., ed. i oprac. na podstawie wydania paryskiego z 1867). Warszawa: Redakcja Wydawnictw Wojskowej Akademii Technicznej, 2006. ISBN 83-89399-34-2. Brak numerów stron w książce
- Emmanuel Henri Victurnien marquis de Noailles: Henri de Valois et la Pologne en 1572. Leonard Rettel (redakcja – nie wymieniony w tytule[15]). T. 1, 2, 3. Paris (Paryż): M. Lévy frères, 1867. OCLC 11724957. Brak numerów stron w książce